# Loïc Schwartz
Loïc Schwartz (Bruxelles, 4 dicembre 1992) è un cestista belga.

## Palmarès
- Campionato belga: 4

Ostenda: 2017-18, 2018-19, 2019-20, 2020-21
- Coppa del Belgio: 3

Mons: 2011
Ostenda: 2018, 2021
- Supercoppe del Belgio: 2

Ostenda: 2017, 2018
- Pro B: 1

Saint-Quentin: 2022-2023

### Individuali
- Giocatore belga dell'anno Pro Basketball League: 1

2020-21